# Tom Jager
Tom Jager, właśc. Thomas Michael Jager (ur. 6 października 1964 w East Saint Louis) – amerykański pływak. Wielokrotny medalista olimpijski.
Specjalizował się w stylu dowolnym, startował na dystansach sprinterskich. Brał udział w trzech igrzyskach olimpijskich (IO 84, IO 88, IO 92). Przyczynił się do pięciu zwycięstw amerykańskich sztafet, jednak trzykrotnie brał udział jedynie w biegach eliminacyjnych. Ponadto dwukrotnie stawał na podium w swej koronnej konkurencji, wyścigu na 50 metrów stylem dowolnym. Dwa razy sięgał na nim po złoto mistrzostw świata na długim basenie (1986 i 1991), w tych samych latach zostawał mistrzem świata w kraulowej sztafecie 4 × 100 metrów. Siedmiokrotnie bił rekordy świata, w tym sześć razy na dystansie 50 m kraulem.
W 2001 został przyjęty do International Swimming Hall of Fame.